# Yamaha Organs Trophy 1981
Die Yamaha Organs Trophy 1981 war ein professionelles Snookerturnier ohne Einfluss auf die Weltrangliste (Non-ranking-Turnier) im Rahmen der Saison 1980/81. Das Turnier wurde vom 2. bis zum 8. März 1981 in den Assembly Rooms der englischen Stadt Derby ausgetragen. Sieger wurde in einem rein englischen Finale Steve Davis mit einem 9:6-Sieg über David Taylor. Der Qualifikant Jimmy White spielte mit einem 126er-Break das höchste Break des Turnieres.

## Preisgeld
Nachdem die Erstausgabe des Turnieres ein Jahr zuvor keinen Sponsor hatte, wurde das Turnier ab diesem Jahr für vier Jahre von dem japanischen Konzern Yamaha gesponsert und in diesem Jahr unter dem Namen Yamaha Organs Trophy ausgetragen. Dabei verdreifachte sich etwa das Preisgeld im Vergleich zum Vorjahr auf 27.600 Pfund Sterling, von denen mit 10.000 £ über ein Drittel auf den Sieger entfiel.
|               |                  | Preisgeld |
| ------------- | ---------------- | --------- |
| Endrunde      | Sieger           | 10.000 £  |
| Endrunde      | Finalist         | 5.000 £   |
| Endrunde      | Halbfinalist     | 2.500 £   |
| Gruppenphase  | Zweitplatzierter | 1.000 £   |
| Gruppenphase  | Drittplatzierter | 500 £     |
| Gruppenphase  | Viertplatzierter | 400 £     |
| Qualifikation | Qualifikation    | 0 £       |
| Insgesamt     | Insgesamt        | 27.600 £  |

## Turnierverlauf
Trotz des neuen Namens fand die Yamaha Organs Trophy im selben Modus wie der British Gold Cup im Vorjahr statt. Sechzehn Spieler spielten in vier Vierer-Gruppen vorab eine Qualifikation aus, wobei sich der jeweilige Gruppensieger für die Hauptrunde qualifizierte. In dieser setzte sich jede der vier Gruppen aus dem Qualifikanten sowie drei weiteren Teilnehmern zusammen, sodass insgesamt 28 Spieler am Turnier teilnahmen. Auch in der Hauptrunde wurde wie in der Qualifikation ein einfaches Rundenturnier ausgespielt, wobei der jeweilige Gruppensieger sich für das Halbfinale qualifizierte, ab dem im K.-o.-System der Sieger ermittelt wurde. Bis einschließlich zur Hauptrunde gingen alle Spiele über drei Frames. Sofern in einer Gruppe am Ende des Rundenturnieres zwei Spieler den ersten Platz belegten, fand ein Ein-Frame-Play-off statt, um den Sieger zu ermitteln. Das Turnier setzte sich mit einem Best-of-9-Frames-Modus im Halbfinale fort, woran sich das Finale im Modus Best of 17 Frames anschloss.

### Gruppe A
| Platz | Spieler       | Partien | S | N | Frames |
| ----- | ------------- | ------- | - | - | ------ |
| 1     | David Taylor  | 3       | 2 | 1 | 6:3    |
| 1     | Doug Mountjoy | 3       | 2 | 1 | 6:3    |
| 3     | Ray Reardon   | 3       | 2 | 1 | 5:4    |
| 4     | Graham Miles  | 3       | 0 | 3 | 1:8    |

| Spiel | Spieler 1     | Ergebnis | Spieler 2     |
| ----- | ------------- | -------- | ------------- |
| 1     | David Taylor  | 03:03    | Doug Mountjoy |
| 2     | David Taylor  | 12:12    | Graham Miles  |
| 3     | Ray Reardon   | 03:03    | Graham Miles  |
| 4     | Ray Reardon   | 12:12    | David Taylor  |
| 5     | Doug Mountjoy | 03:03    | Graham Miles  |
| 6     | Doug Mountjoy | 03:03    | Ray Reardon   |

| Spiel | Spieler 1     | Ergebnis | Spieler 2     |
| ----- | ------------- | -------- | ------------- |
| 1     | David Taylor  | 03:03    | Doug Mountjoy |
| 2     | David Taylor  | 12:12    | Graham Miles  |
| 3     | Ray Reardon   | 03:03    | Graham Miles  |
| 4     | Ray Reardon   | 12:12    | David Taylor  |
| 5     | Doug Mountjoy | 03:03    | Graham Miles  |
| 6     | Doug Mountjoy | 03:03    | Ray Reardon   |

| \| Spiel \| Spieler 1 \| Ergebnis \| Spieler 2 \| \| ----- \| ------------ \| --------- \| --------------- \| \| 7 \| David Taylor \| 1094:1094 \| Doug Mountjoy 1 \| 1 Nach Punkten. |              |           |                 |
| Spiel | Spieler 1    | Ergebnis  | Spieler 2       |
| 7 | David Taylor | 1094:1094 | Doug Mountjoy 1 |

| Spiel | Spieler 1    | Ergebnis  | Spieler 2       |
| ----- | ------------ | --------- | --------------- |
| 7     | David Taylor | 1094:1094 | Doug Mountjoy 1 |

### Gruppe B
| Platz | Spieler         | Partien | S | N | Frames |
| ----- | --------------- | ------- | - | - | ------ |
| 1     | Kirk Stevens    | 3       | 2 | 1 | 6:3    |
| 2     | Terry Griffiths | 3       | 2 | 1 | 5:4    |
| 2     | Mike Hallett    | 3       | 2 | 1 | 5:4    |
| 4     | Bill Werbeniuk  | 3       | 0 | 3 | 2:7    |

Gruppenspiele:
| Spiel | Spieler 1       | Ergebnis | Spieler 2       |
| ----- | --------------- | -------- | --------------- |
| 1     | Terry Griffiths | 12:12    | Mike Hallett    |
| 2     | Terry Griffiths | 03:03    | Bill Werbeniuk  |
| 3     | Mike Hallett    | 12:12    | Bill Werbeniuk  |
| 4     | Mike Hallett    | 12:12    | Kirk Stevens    |
| 5     | Kirk Stevens    | 12:12    | Bill Werbeniuk  |
| 6     | Kirk Stevens    | 03:03    | Terry Griffiths |

### Gruppe C
| Platz | Spieler       | Partien | S | N | Frames |
| ----- | ------------- | ------- | - | - | ------ |
| 1     | Dennis Taylor | 3       | 2 | 1 | 6:3    |
| 2     | Alex Higgins  | 3       | 2 | 1 | 5:4    |
| 3     | Ray Edmonds   | 3       | 1 | 2 | 4:5    |
| 4     | Fred Davis    | 3       | 1 | 2 | 3:6    |

Gruppenspiele:
| Spiel | Spieler 1     | Ergebnis | Spieler 2     |
| ----- | ------------- | -------- | ------------- |
| 1     | Dennis Taylor | 03:03    | Alex Higgins  |
| 2     | Dennis Taylor | 12:12    | Ray Edmonds   |
| 3     | Alex Higgins  | 03:03    | Fred Davis    |
| 4     | Alex Higgins  | 12:12    | Ray Edmonds   |
| 5     | Ray Edmonds   | 12:12    | Fred Davis    |
| 6     | Fred Davis    | 12:12    | Dennis Taylor |

### Gruppe D
| Platz | Spieler        | Partien | S | N | Frames |
| ----- | -------------- | ------- | - | - | ------ |
| 1     | Steve Davis    | 3       | 3 | 0 | 8:1    |
| 2     | Jimmy White    | 3       | 2 | 1 | 5:4    |
| 3     | Cliff Thorburn | 3       | 1 | 2 | 3:6    |
| 4     | John Virgo     | 3       | 0 | 3 | 2:7    |

Gruppenspiele:
| Spiel | Spieler 1      | Ergebnis | Spieler 2      |
| ----- | -------------- | -------- | -------------- |
| 1     | Steve Davis    | 12:12    | Cliff Thorburn |
| 2     | Steve Davis    | 03:03    | John Virgo     |
| 3     | Steve Davis    | 03:03    | Jimmy White    |
| 4     | Cliff Thorburn | 12:12    | John Virgo     |
| 5     | Jimmy White    | 12:12    | John Virgo     |
| 6     | Jimmy White    | 03:03    | Cliff Thorburn |

### Endrunde
|  | Halbfinale Best of 9 Frames | Halbfinale Best of 9 Frames |             |              | Finale Best of 17 Frames | Finale Best of 17 Frames |
|  |                             |                             |             |              |                          |                          |
|  |                             |                             |             |              |                          |                          |
|  | Steve Davis                 | 5                           |             |              |                          |                          |
|  | Dennis Taylor               | 2                           |             |              |                          |                          |
|  |                             |                             | Steve Davis | 9            |                          |                          |
|  |                             |                             |             | David Taylor | 6                        |                          |
|  | David Taylor                | 5                           |             |              |                          |                          |
|  | Kirk Stevens                | 3                           |             |              |                          |                          |
|  |                             |                             |             |              |                          |                          |

### Finale
Der Engländer Steve Davis war erst sein wenigen Jahren Profispieler, stieg aber schnell in die Weltspitze auf und gewann kurze Zeit nach diesem Turnier die Snookerweltmeisterschaft 1981. Es war also keine Überraschung, das er ohne Probleme seine Gruppe gewonnen hatte und mit einem 5:2-Sieg über Dennis Taylor ins Finale eingezogen war. In diesem traf er auf David Taylor, der ebenfalls aus England kam, aber gut 14 Jahre älter als Davis und deutlich länger Profispieler war, dabei aber auch schon einige kleinere Erfolge erzielt hatte. Bei diesem Turnier belegte er zusammen mit Doug Mountjoy den ersten Platz seiner Gruppe, besiegte ihn im Play-off und qualifizierte sich dann mit einem 5:3-Sieg über den Kanadier Kirk Stevens für das Finale.
Nach einem gemächlichen Spielstart dominierte Steve Davis die Partie mit drei höheren Breaks von mehr als 50 Punkten mit 5:1 in Führung. Zwar konnte Taylor noch auf 5:2 verkürzen, doch Davis setzte mit weiteren hohen Breaks seine Siegesserie bis zum Stande von 8:2 fort, sodass er nur noch einen Frame zum Sieg brauchte. Doch Taylor verhinderte das schnelle Ende der Partie und gewann, unter anderem mithilfe eines 62er-Breaks, vier Frames in Folge, ehe Davis seinen letzten benötigten Frame zum Endstand von 9:6 gewann.
| Finale: Best of 17 Frames Assembly Rooms, Derby, England, 8. März 1981                                                              |                |              |
| Steve Davis | 9:6            | David Taylor |
| 75:59, 40:81, 115:24 (75), 87:24 (56), 92:34, 76:32 (76), 21:71, 88:34 (73), 68:36, 100:36, 52:60, 0:88 (62), 61:70, 21-:110, 66:36 |                |              |
| 76 | Höchstes Break | 62           |
| – | Century-Breaks | –            |
| 4 | 50+-Breaks     | 1            |

## Qualifikation
Die Qualifikation fand bereits vorm Start der Hauptrunde statt, genaue Daten sind aber unbekannt. Die sechzehn teilnehmenden Spieler wurden in vier Vierer-Gruppen aufgeteilt und spielten ein einfaches Rundenturnier, an dessen Ende eine Tabelle aufgestellt wurde, deren Erstplatzierter in die Hauptrunde vorrücken konnte.

### Gruppe A
| Platz | Spieler      | Partien | S | N | Frames |
| ----- | ------------ | ------- | - | - | ------ |
| 1     | Graham Miles | 3       | 3 | 0 | 7:2    |
| 2     | Tony Meo     | 3       | 2 | 1 | 5:4    |
| 3     | Cliff Wilson | 3       | 1 | 2 | 5:4    |
| 4     | Mark Wildman | 3       | 0 | 3 | 1:8    |

Gruppenspiele:
| Spiel | Spieler 1    | Ergebnis | Spieler 2    |
| ----- | ------------ | -------- | ------------ |
| 1     | Cliff Wilson | 03:03    | Mark Wildman |
| 2     | Graham Miles | 03:03    | Tony Meo     |
| 3     | Graham Miles | 12:12    | Mark Wildman |
| 4     | Graham Miles | 12:12    | Cliff Wilson |
| 5     | Tony Meo     | 03:03    | Mark Wildman |
| 6     | Tony Meo     | 12:12    | Cliff Wilson |

### Gruppe B
| Platz | Spieler       | Partien | S | N | Frames |
| ----- | ------------- | ------- | - | - | ------ |
| 1     | Mike Hallett  | 3       | 3 | 0 | 7:2    |
| 2     | Willie Thorne | 3       | 2 | 1 | 5:4    |
| 3     | Tony Knowles  | 3       | 1 | 2 | 5:4    |
| 4     | Joe Johnson   | 3       | 0 | 3 | 1:8    |

Gruppenspiele:
| Spiel | Spieler 1     | Ergebnis | Spieler 2     |
| ----- | ------------- | -------- | ------------- |
| 1     | Mike Hallett  | 12:12    | Tony Knowles  |
| 2     | Mike Hallett  | 12:12    | Willie Thorne |
| 3     | Mike Hallett  | 03:03    | Joe Johnson   |
| 4     | Tony Knowles  | 03:03    | Joe Johnson   |
| 5     | Willie Thorne | 12:12    | Joe Johnson   |
| 6     | Willie Thorne | 12:12    | Tony Knowles  |

### Gruppe C
| Platz | Spieler         | Partien | S | N | Frames |
| ----- | --------------- | ------- | - | - | ------ |
| 1     | Ray Edmonds     | 3       | 3 | 0 | 6:3    |
| 2     | John Spencer    | 3       | 2 | 1 | 6:3    |
| 3     | Jim Meadowcroft | 3       | 1 | 2 | 3:6    |
| 4     | Dave Martin     | 3       | 0 | 3 | 3:6    |

Gruppenspiele:
| Spiel | Spieler 1       | Ergebnis | Spieler 2       |
| ----- | --------------- | -------- | --------------- |
| 1     | John Spencer    | 03:03    | Jim Meadowcroft |
| 2     | John Spencer    | 12:12    | Dave Martin     |
| 3     | Jim Meadowcroft | 12:12    | Dave Martin     |
| 4     | Ray Edmonds     | 12:12    | John Spencer    |
| 5     | Ray Edmonds     | 12:12    | Jim Meadowcroft |
| 6     | Ray Edmonds     | 12:12    | Dave Martin     |

### Gruppe D
| Platz | Spieler      | Partien | S | N | Frames |
| ----- | ------------ | ------- | - | - | ------ |
| 1     | Jimmy White  | 3       | 3 | 0 | 6:3    |
| 2     | Pat Houlihan | 3       | 2 | 1 | 5:4    |
| 3     | John Pulman  | 3       | 1 | 2 | 5:4    |
| 4     | Patsy Fagan  | 3       | 0 | 3 | 2:7    |

Gruppenspiele:
| Spiel | Spieler 1    | Ergebnis | Spieler 2    |
| ----- | ------------ | -------- | ------------ |
| 1     | Pat Houlihan | 12:12    | John Pulman  |
| 2     | Pat Houlihan | 12:12    | Patsy Fagan  |
| 3     | John Pulman  | 03:03    | Patsy Fagan  |
| 4     | Jimmy White  | 12:12    | Pat Houlihan |
| 5     | Jimmy White  | 12:12    | John Pulman  |
| 6     | Jimmy White  | 12:12    | Patsy Fagan  |

## Century Breaks
Während des gesamten Turnieres spielten vier Spieler insgesamt fünf Century Breaks:
| Jimmy White | 126 |
| Ray Reardon | 116 |

| Steve Davis   | 108, 100 |
| Willie Thorne | 102      |